# Jim Alderton
James Harris „Jim“ Alderton (* 6. Dezember 1924 in Wingate; † Juni 1998 in Kidderminster) war ein englischer Fußballspieler.

## Karriere
Alderton spielte erstmals im Mai 1940 in den regionalen Wartime Leagues für die erste Mannschaft der Wolverhampton Wanderers, zuvor war er in der Reservemannschaft zum Einsatz gekommen. Insgesamt bestritt er von 1940 bis 1946 112 Partien in den kriegsbedingten Ersatzwettbewerben für die Wolves, zudem trat er während des Kriegs als Gastspieler auch bei Chester (1941/42, 1 Einsatz) und Notts County (1943/44, 1 Einsatz) in Erscheinung. Zu seinen ersten Einsätze in einem regulären Wettbewerb kam Alderton im FA Cup 1945/46, als er in den vier Partien gegen Lovells Athletic und Charlton Athletic zum Einsatz kam. Bei Wiederaufnahme des Ligaspielbetriebs zur Saison 1946/47 waren die Außenläuferpositionen von Tom Galley und Billy Wright besetzt, Alderton bestritt im Saisonverlauf lediglich elf Partien für die Wanderers in der First Division.
Im Oktober 1947 schloss er sich für „eine kleine Ablösesumme“ dem Zweitligisten Coventry City an. Dort kam er in fünf Spielzeiten nur selten über die Rolle des Ergänzungsspielers hinaus, Einsätze erfolgten meist wenn die Stammspieler Jack Snape, Harry Barratt oder Noel Simpson ausfielen. Zusätzlich limitierten eigene Verletzungsprobleme seine Einsatzzeiten, in der Saison 1951/52, als Coventry als Tabellenvorletzter abstieg, kam er nur noch zu vier Saisoneinsätze und verließ den Klub zum Saisonende. Später war er noch im Non-League football für den Darlaston FC aktiv.